# 羅馬十二面體

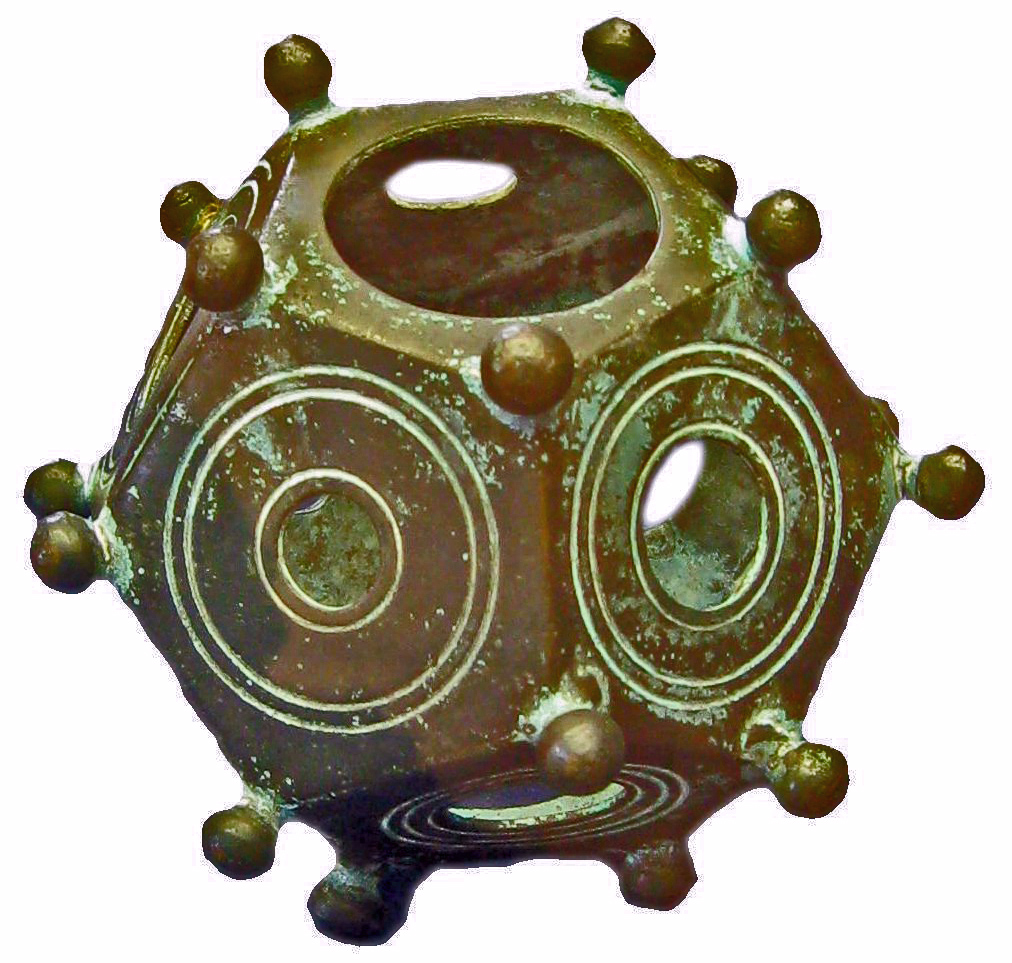
羅馬十二面體

羅馬十二面體（英語：Roman dodecahedron）是一種歐洲古代器物，大約製作於公元前3世紀至公元前2世紀。主要發現於德國和法國，其形狀為中空的正十二面體。主要製作材料為青銅，亦有用石材製作。
羅馬十二面體用途至今未明。有研究認為是曆法上的測量儀器，也有骰子、裝飾用的燭臺或編織手套用的工具之說。

## 外部連結
- The hypothesis （页面存档备份，存于）